# Berrár Mihály
Berrár Mihály (Tiszabura, 1884. december 5. – Budapest, 1929. május 25.) állatorvos, főiskolai tanár.

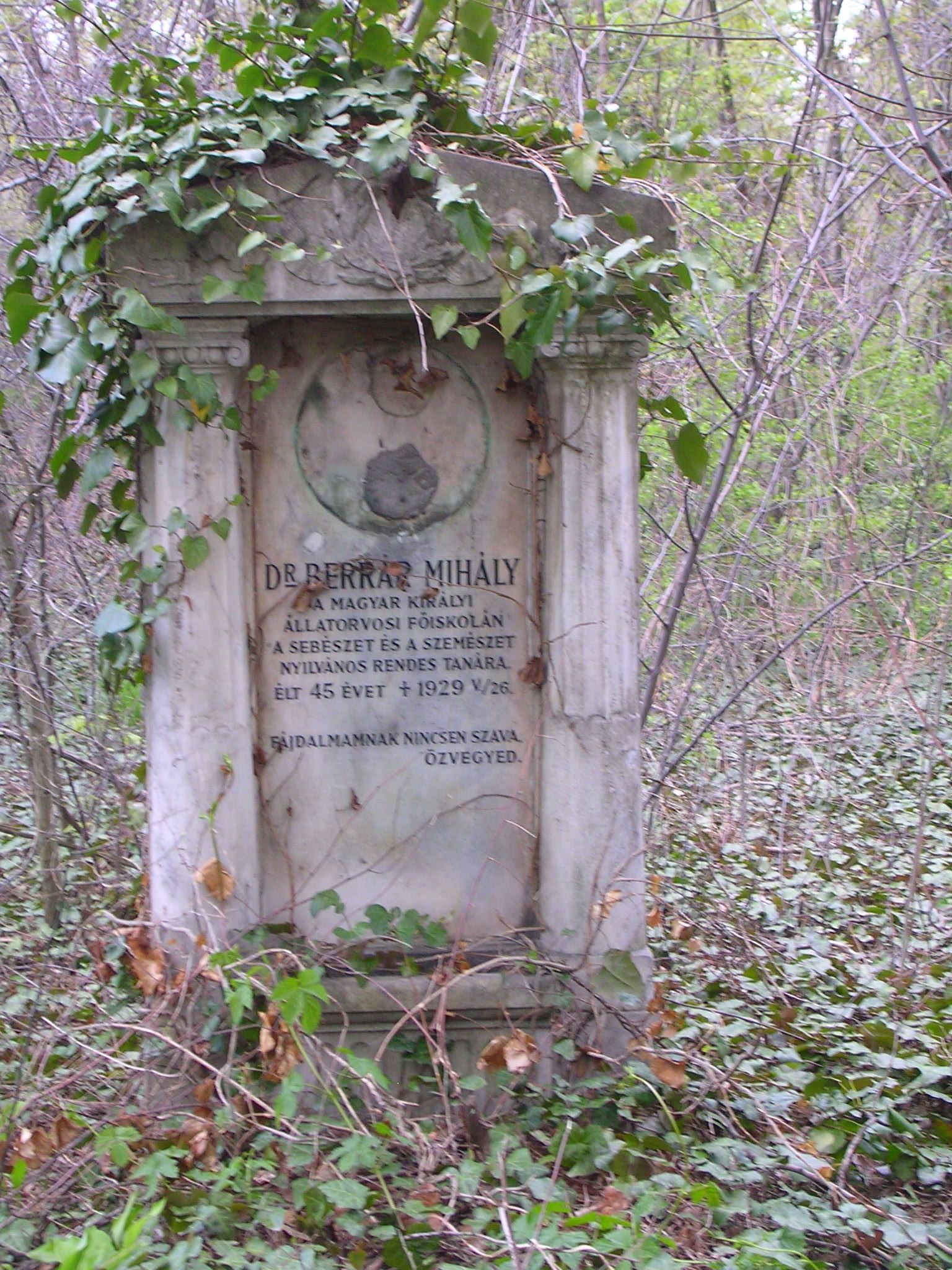
Sírja a Fiumei úti sírkertben 2016. évi felújítása előtt

## Élete
Kisbirtokos család gyermeke. Aradon szerezte meg reáliskolai érettségi bizonyítványát, majd Budapesten 1906-ban az állatorvosi oklevelét. A főiskolai ifjúság körében szerveződő egyesületi életben már hallgató korában aktívan részt vett (a frissen alapított Ifjúsági Kórházegyesületnek alelnöke, később az Állatorvostan-hallgatók Körének elnöke, az Egyetemi és Főiskolai Diákszövetség társelnöke). 1906–1912 között az Állatélettani Intézet tanársegéde. Ismereteinek bővítésére eközben tanulmányutakat tett, 1909 nyarán Németországban és Franciaországban az élettan és a szövettan gyakorlati oktatásának módszertanát tanulmányozta és megismerkedett e két ország állatorvosi intézeteinek munkájával. A következő esztendőben nyolc hónap időtartam alatt járt Egyiptomban, Indiában, Kínában, Burmában, Angliában. 1911-ben állatorvos-doktori fokozatot szerzett.
1912-ben került a Sebészeti Klinikára, ahol 1921-ig (1917-től tanársegédként) dolgozott. Az első világháború alatt az egyik hadikórház vezetője volt. 1919-ben A szemvizsgálat módszerei címen magántanári képesítést nyert. 1917–1920 között újabb tanulmányutat tett Német-, Franciaországban, Egyiptomban, Indiában, Japánban és az USA-ban. 1921. június 7-től Plósz Béla utódaként az Állatorvosi Főiskolán a sebészet és a szemészet tanszékvezető rendkívüli, 1924-től nyilvános rendes tanára lett. Az 1923/1924. és 1924/1925. tanévben a tanári kar jegyzője, az 1926/27-es tanévben prorektor is volt.
1922 óta rendkívüli tagja volt az Országos Állategészségügyi Tanácsnak.
Az állatorvosi szemészet első magyarországi művelője, az első teljes állatorvosi sebészet tankönyv szerzője. Különösen értékesek a havivakság oktanát kutató, valamint az inak és ízületek statikájára vonatkozó vizsgálatai. Munkája eredményeképpen kezdték meg a klinika kibővítését, a tervezeteket (az épületekre, berendezésre és a műszeres felszereltségre) még ő dolgozta ki, de magát a megvalósulást már nem láthatta.
Egyre súlyosbodó gyomorbetegsége miatti műtéte után nem épült fel teljesen, fiatalon hunyt el.
Sírja a Fiumei úti sírkertben (Kerepesi temető) 55. parcella 1. sor 56. sírhelyén található. 2007 óta védett.
Cikkei, írásai az Uránia (1906), az Állatorvosi Lapok (1910–), a Közlemények az Összehasonlító Élet- és Kórtan Köréből (1913, 1929), a Természettudományi Közlemények (1913) lapjain és a Tolnai világlexikona szócikkei között jelentek meg.

## Művei
- Az emésztőcsatornában élő bakteriumok szerepe az emberi szervezetben. Uránia - Népszerű tudományos folyóirat 8. 1907. 4. szám, 170–173. oldalak
- Dr. Plósz Béla nyugalomba vonulása. Állatorvosi Lapok 44. évf. (1921) 5–6. szám, 31–32. oldalak
- Állatorvosi sebészet (I. Általános sebészet és szemészet, II. Részletes sebészet). Budapest, 1924
- A sebészet harca a baktériumokkal. Budapest, 1927. 13–24. oldalak. /A m. kir. Állatorvosi Főiskola kiadványai 42./
- Vizsgálatok a havi vakság oktanáról (Manninger Rezsővel), Budapest, 1928

## Emlékezete
- Tiszaburán utca viseli nevét.
- Emléktábláját 1986. október 30-án avatták fel Tiszaburán. Szövege: „Dr. Berrár Mihály (1884–1929) Tiszabura szülötte / az állatorvosi sebészet professzora / munkássága emlékére 1986 / Magyar Agrártudományi / Egyesület / Községi Tanács Lenin Tsz / Tiszabura.”
- Fiumei úti sírkertben található síremlékét 2016-ban újították fel.[7]